# Il sale sulla pelle
Il sale sulla pelle (Salt on Our Skin) è un film del 1992 diretto da Andrew Birkin.
Esso è basato sul romanzo Les vaisseaux du coeur di Benoîte Groult del 1988.

## Trama
George Mc Ewan, figlia di un pastore scozzese e di madre francese, durante le vacanze in Scozia è attratta da un pescatore, Gavin Mc Call: una nuotata romantica al chiaro di luna conclude l'incontro, ma questo non impedisce a George di prendere lezioni di piano e anche di sesso, a Parigi, da Roger. Per il matrimonio della sorella di Gavin ritorna George con la sorella Frederique in Scozia: qui George ha un rapporto sessuale col giovane pescatore, nonostante questi sia promesso sposo della giovane Josie. Poi Gavin raggiunge George con un pretesto a Parigi dove trascorre tre giorni d'amore con lei, chiedendola in moglie: ma George rifiuta, pensando alle differenze culturali e sociali tra loro. Gavin, offeso, rientra in Scozia e sposa Josie mentre George dedita all'insegnamento negli Stati Uniti, si sposa e ha un figlio Daniel. Poiché una sua amica, Ellen Price, sta promuovendo un suo libro sulla sessualità femminile e deve andare a Londra, George la accompagna e incontra Gavin ad una manifestazione di pescatori. Anche se lui ha tre figli la passione riesplode: i due si concedono, in memoria dei vecchi tempi, una vacanza alle isole Vergini. Poi si scrivono per qualche tempo. Per la morte della madre George torna in Europa e lei va da Gavin, che la ospita sul suo peschereccio. Ma un incidente al figlio minore dell'uomo interrompe l'ennesimo incontro. Dopo 5 anni Gavin va a trovarla negli Stati Uniti: assiste alle sue lezioni e le dimostra di aver sviluppato interessi artistici ormai impensabili. Ma è troppo tardi: deve rientrare a Londra per curarsi si un tumore che determinerà la sua morte. Ai suoi funerali, George riceve dalla vedova Josie un'ultima, appassionata lettera d'amore dell'amato Gavin.